# Спондилит
Спондилит — воспалительное заболевание позвоночника. Является одной из форм спондилопатии. При спондилите происходит первичное разрушение тел позвонков, что приводит к деформации позвоночника.
Спондилит может быть специфическим, например туберкулез позвоночника, сифилитический, гонорейный и др., а также неспецифический: гематогенный гнойный спондилит, а также болезнь Бехтерева.